# مجلس الجهاد
مجلس الجهاد هو المجلس المسؤول عن إدارة النشاط العسكري في حزب الله. تأسس عام 1995، ويعمل تحت إشراف الأمين العام لحزب الله ويتبع لمجلس شورى الحزب.

## تاريخ
أُسس مجلس الجهاد في ختام المؤتمر الرابع لحزب الله في يوليو/تموز 1995. وكانت هذه الخطوة بمثابة قرار استراتيجي لتعزيز الرقابة على الأنشطة العسكرية والأمنية لحزب الله. وشمل الأعضاء الأوائل للمجلس شخصيات مؤثرة مثل عماد مغنية، الذي شغل منصب رئيس المجلس حتى وفاته في فبراير/شباط 2008، ومصطفى بدر الدين، الذي خلفه حتى وفاته في مايو/أيار 2016. وتظل قيادة المجلس غير واضحة.

## الأعضاء الرئيسيون
- هاشم صفي الدين، رئيس المجلس التنفيذي، والقائد العسكري للمنظمة.[5]
- إبراهيم عقيل، رئيس وحدة الأمن في المنظمة وممثل مجلس الشورى[5][6] (توفي بتاريخ 20 سبتمبر 2024 بعد الغارات الإسرائيلية)
- فؤاد شكر[7][8] (توفي بتاريخ 30 يوليو 2024 بعد الغارات الإسرائيلية)
- علي كركي، القائد العسكري العام لحزب الله[5] (تُوفي في 27 سبتمبر 2024)
- محمد حيدر، عضو مجلس النواب السابق[9]
- طلال حمية، قائد الوحدة 910 في "منظمة الأمن الخارجي" التابعة لحزب الله (ذراع العمليات الخارجية لحزب الله).[9]

## الوحدات الخاصة

### وحدة بدر
يُقال أن وحدة بدر متخصصة في تكتيكات حرب العصابات المتقدمة. تشتهر بتدريبها الدقيق وإعدادها لسيناريوهات الصراع عالية الكثافة. ويعتقد أن عملاء بدر مدربون على استخدام الأسلحة المتطورة ومستعدون للمواجهات المباشرة.

### وحدة عزيز
وتسمى وحدة عزيز على اسم شخصية بارزة في تاريخ حزب الله، وغالبا ما ترتبط بالعمليات الخاصة خارج حدود لبنان. ومن المفترض أنها تقوم بأنشطة سرية، بما في ذلك الاستطلاع وجمع المعلومات الاستخباراتية في المناطق التي تعتبر ذات أهمية استراتيجية لحزب الله. وفي أكتوبر/تشرين الأول 2015، قُتل أحد قادة الوحدة، حسن محمد الحاج، في سوريا.

### وحدة حيدر
وتفيد التقارير بأن وحدة حيدر هي قوة رد فعل سريع قادرة على التعبئة بسرعة استجابة للحوادث الأمنية أو تطورات ساحة المعركة. وتشمل مهامها القيام بعمليات مضادة وانتشار سريع لتعزيز مواقع حزب الله أو صد تقدم العدو. تعمل هذه الوحدة حول مدينة بعلبك وشمال الهرمل.

### وحدة رضوان
ربما تكون وحدة الرضوان هي الأكثر شهرة بين وحدات حزب الله الخاصة، ويعتقد أنها قوة نخبة مدربة خصيصًا لتنفيذ الغارات عبر الحدود والعمليات التي تتطلب تنفيذًا دقيقًا. وقد تم إسناد القدرة لوحدة الرضوان على التسلل إلى أراضي العدو للقيام بعمليات تخريب أو الاستيلاء.

### وحدة القائم
غالبًا ما ترتبط وحدة القاءم بالخدمات اللوجستية والدعم، وتوفر خدمات أساسية مثل النقل وتوزيع الإمدادات وصيانة خطوط الاتصالات أثناء الاشتباكات العسكرية.

### الوحدة 133
من المفترض أن الوحدة 133 مخصصة للعمليات في الخارج، مع التركيز على المهام الدولية التي قد تشمل التخطيط وتنفيذ الهجمات، وإنشاء خلايا نائمة، وجمع المعلومات الاستخباراتية في بلدان مختلفة.

### الوحدة 3800
وتزعم الوحدة 3800 أنها مسؤولة عن تنسيق ودعم الميليشيات الموالية لإيران في جميع أنحاء الشرق الأوسط، وخاصة في مناطق الصراع مثل سوريا والعراق. يُعتقد أن هذه الوحدة تشارك في تدريب وتجهيز القوات المتحالفة، ومشاركة خبرة حزب الله في تكتيكات حرب العصابات وتعزيز قدرات هؤلاء الوكلاء.